# Douzième circonscription de la préfecture d'Aichi
La douzième circonscription de la préfecture d'Aichi (愛知県第12区, Aichi-ken dai-jūni-ku) est l'une des seize circonscriptions législatives que compte la préfecture d'Aichi au Japon.

## Description géographique
Entre 1994 et 2013, la douzième circonscription de la préfecture d'Aichi regroupait les villes d'Okazaki et Nishio et les districts de Hazu et Nukata.
Entre 2013 et 2017, elle comprenait les villes d'Okazaki et Nishio et le district de Nukata.
Depuis 2017, elle correspond aux villes d'Okazaki et Nishio,.

## Députés
| Législature | Début de mandat | Fin de mandat | Député élu              | Parti politique | Parti politique |
| ----------- | --------------- | ------------- | ----------------------- | --------------- | --------------- |
| 41e         | 1996            | 2000          | Seiken Sugiura          |                 | PLD             |
| 42e         | 2000            | 2003          | Seiken Sugiura          |                 | PLD             |
| 43e         | 2003            | 2005          | Seiken Sugiura          |                 | PLD             |
| 44e         | 2005            | 2009          | Seiken Sugiura          |                 | PLD             |
| 45e         | 2009            | 2012          | Yasuhiro Nakane (ja)    |                 | PDJ             |
| 46e         | 2012            | 2014          | Shūhei Aoyama (ja)      |                 | PLD             |
| 47e         | 2014            | 2017          | Kazuhiko Shigetoku (ja) |                 | Ishin           |
| 48e         | 2017            | 2021          | Kazuhiko Shigetoku (ja) |                 | SE              |
| 49e         | 2021            | 2024          | Kazuhiko Shigetoku (ja) |                 | PDC             |
| 50e         | 2024            | -             | Kazuhiko Shigetoku (ja) |                 | PDC             |